# Resolutie 1243 Veiligheidsraad Verenigde Naties
Resolutie 1243 van de Veiligheidsraad van de Verenigde Naties werd op 27 mei 1999 unaniem aangenomen door de VN-Veiligheidsraad.

## Achtergrond
Na de Jom Kipoeroorlog kwamen Syrië en Israël overeen de wapens neer te leggen. Een waarnemingsmacht van de Verenigde Naties moest op de uitvoer van de twee gesloten akkoorden toezien.

## Inhoud
De Veiligheidsraad nam het rapport van de secretaris-generaal over de UNDOF-waarnemingsmacht in overweging. 
Er werd besloten om de partijen op te roepen onmiddellijk resolutie 338 uit te voeren, om het mandaat van de macht met een periode van zes maanden te verlengen tot 30 november 1999, en om de secretaris-generaal te vragen dan te rapporteren over de ontwikkelingen en de genomen maatregelen om resolutie 338 uit te voeren.

## Verwante resoluties
- Resolutie 1211 Veiligheidsraad Verenigde Naties (1998)
- Resolutie 1223 Veiligheidsraad Verenigde Naties
- Resolutie 1254 Veiligheidsraad Verenigde Naties
- Resolutie 1276 Veiligheidsraad Verenigde Naties

Lijst ·  1220 ·  1221 ·  1222 ·  1223 ·  1224 ·  1225 ·  1226 ·  1227 ·  1228 ·  1229 ·  1230 ·  1231 ·  1232 ·  1233 ·  1234 ·  1235 ·  1236 ·  1237 ·  1238 ·  1239 ·  1240 ·  1241 ·  1242 ·  1243 ·  1244 ·  1245 ·  1246 ·  1247 ·  1248 ·  1249 ·  1250 ·  1251 ·  1252 ·  1253 ·  1254 ·  1255 ·  1256 ·  1257 ·  1258 ·  1259 ·  1260 ·  1261 ·  1262 ·  1263 ·  1264 ·  1265 ·  1266 ·  1267 ·  1268 ·  1269 ·  1270 ·  1271 ·  1272 ·  1273 ·  1274 ·  1275 ·  1276 ·  1277 ·  1278 ·  1279 ·  1280 ·  1281 ·  1282 ·  1283 ·  1284